# Webmaster
Webmaster (sau web master) este un cuvânt compus provenit din limba engleză și este utilizat în limba română exact în forma originală din engleză, desemnând o persoană (sau un grup de persoane) care se îngrijește de editarea și menținerea actuală a unui site web.
În limba română cuvântul „webmaster” devine un substantiv masculin, indiferent dacă webmasterul este o femeie, un bărbat sau un grup: „un webmaster” / „doi webmasteri”, forma sa articulată fiind scrisă intr-un singur cuvânt: „webmasterul”, respectiv „webmasterii”.
În marea majoritate a limbilor, la împrumutarea din limba engleză a multor cuvinte legate de computere și de Internet se folosește exact forma originală a cuvintelor. Se poate urmări această tendință de anglicizare în următoarele limbi: daneză, germană, franceză, italiană, olandeză, română și multe altele.